# Comté de Hale (Texas)
Pour les articles homonymes, voir Comté de Hale.
Le comté de Hale, en anglais : Hale County, est un comté situé dans le nord-ouest de l'État du Texas aux États-Unis. Il est nommé en l'honneur de John Hale, un héros texan de la bataille de San Jacinto. Fondé le 19 novembre 1876, son siège de comté est la ville de Plainview. Selon le recensement des États-Unis de 2020, sa population est de 32 522 habitants. Le comté a une superficie de 2 602 km2, dont la presque totalité en surfaces terrestres.

## Comtés adjacents
| Comté de Castro  | Comté de Swisher |                 |
| Comté de Lamb    | comté de Hale    | Comté de Floyd  |
| Comté de Hockley | Comté de Lubbock | Comté de Crosby |

## Démographie
Lors du recensement de 2010, le comté comptait une population de 7 879 habitants. Elle est estimée, en 2017, à 34 134 habitants.
| Groupes           | Comté de Hale | Texas | États-Unis |
| ----------------- | ------------- | ----- | ---------- |
| Blancs            | 70,8          | 70,4  | 72,4       |
| Autres            | 19,6          | 10,6  | 6,4        |
| Afro-Américains   | 5,3           | 11,9  | 12,6       |
| Métis             | 2,9           | 2,5   | 2,7        |
| Amérindiens       | 1,0           | 0,7   | 0,9        |
| Asiatiques        | 0,4           | 3,8   | 4,8        |
| Total             | 100           | 100   | 100        |
|                   |               |       |            |
| Latino-Américains | 55,9          | 37,6  | 16,7       |

Pyramide des âges du comté de Hale (2000).

Selon l'American Community Survey, pour la période 2011-2015, 62,08 % de la population âgée de plus de 5 ans déclare parler anglais à la maison, alors que 37,34 % déclare parler l’espagnol et 0,58 % une autre langue.